# Lisa Wilcox (équitation)
Cet article concerne une cavalière américaine de dressage. Pour l'actrice américaine, voir Lisa Wilcox.
Pour les articles homonymes, voir Wilcox.
Lisa Wilcox, née le 8 septembre 1966 à Thousand Oaks, est une cavalière de dressage américaine.
Elle dispute les Jeux olympiques d'été de 2004, remportant une médaille de bronze en dressage par équipe.